# Agnes de Frumerie
Agnes Eleonora Augusta Emilia de Frumerie, (født Kjellberg den 20. november 1869 i Skövde ; død den 2. april 1937 i Stockholm) var en svensk kunstner.
1892 fik hun akademiets treårige rejsestipendium, som hun brugte til at bosætte sig med moderen i Paris, hvor hun kort efter giftede sig med den 20 år ældre svenske kaptajn Gustaf de Frumiere. Parret blev i Paris i 30 år.
Frumerie udførte portrætbuster, og sent i livet ekseperimenterede hun med glasering af blandt andet vaser med den franske keramiker Edmond Lachenal.
Portrætbusterne blev normalt udført i malet gips, men Strindberg-portrættet blev støbt i bronze og købt af Nationalmuseet.
Västergötlands museum i Skara har en større samling af hendes arbejder.
| - Agnes de Frumerie portrætteret - Buste, selvportræt, uden dato - Relief af Charles Friberg (sv), 1893 - Portræt fra Svenskt Porträttgalleri, 1901 - Agnes de Frumerie, 1915 - Agnes de Frumerie i sit atelier, uden dato - Portræt fra Allhems Svenskt konstnärslexikon, uden dato |

| - Værker af Agnes de Frumerie - August Strindberg, 1895 - Immaculata (oskuld) 1897 - Poesi og musik, 1902 - Aqua Før 1914 - Skuggrädda, frygt for skygger, 'spøgelsesfrygt' − Konst och Konstnärer 1910-1914 - Kvindebuste, 1914 - Jeg fryser, 1921 - Adam |

| - Ægtemanden og Villa Borgen - Ægtemanden Gustaf de Frumerie, 1849-1936 (sv) - Villa Borgen, 1895 (sv), hvor Agnes de Frumerie opholdt sig under 1. verdenskrig, mens manden var i Paris. |